# Operacja Bernhard

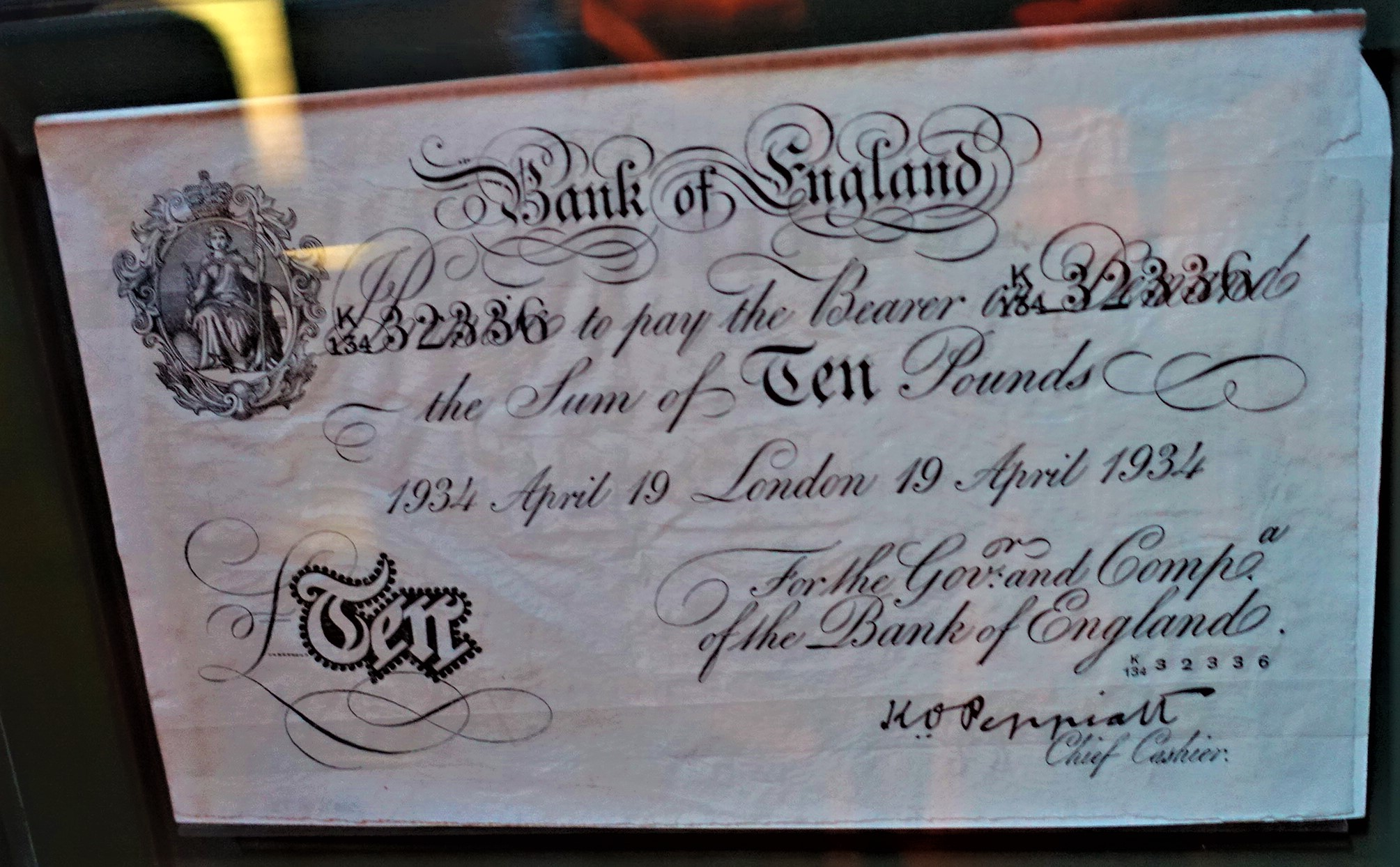
Sfałszowany banknot dziesięciofuntowy

Operacja Bernhard (niem. Aktion Bernhard) – kryptonim tajnego niemieckiego programu, opracowanego podczas II wojny światowej w celu destabilizacji brytyjskiej gospodarki poprzez wpuszczenie na brytyjski rynek ogromnych ilości sfałszowanych banknotów o nominałach 5, 10, 20 oraz 50 funtów (dokładnie takich, jakie emitował Bank Anglii).
Operacja Bernhard uważana jest za największe fałszerstwo finansowe w historii. Ten sensacyjny proceder stał się wątkiem wielu książek. Doczekał się również ekranizacji w miniserialu BBC pt. Private Schulz oraz w austriackim filmie pt. Fałszerze (Die Fälscher), który nagrodzono Oscarem w roku 2008 (Oscar dla najlepszego filmu obcojęzycznego).

## Historia
Plan operacji został opracowany przez SS-Sturmbannführera (majora) Bernharda Krügera, którego imię stało się jej kryptonimem. Pod komendą Krügera pracował zespół 142 fałszerzy, zrekrutowanych spośród więźniów obozów koncentracyjnych Sachsenhausen, Auschwitz, i in. Założenia operacji wprowadzano w życie od roku 1942. Sporządzenie uniwersalnych matryc do produkcji banknotów, opracowanie odpowiedniego rodzaju papieru (składającego się głównie z fragmentów tkanin bawełnianych), skopiowanie znaków wodnych i złamanie algorytmu umożliwiającego wygenerowanie poprawnych numerów seryjnych banknotów przysporzyło uczestnikom operacji wielu trudności. Jednak, do momentu ewakuacji obozu Sachsenhausen w kwietniu 1945 r., prasa drukarska wyprodukowała 8 965 080 banknotów o łącznej wartości 134 610 810 funtów. Papiery wartościowe, które wydrukowano w ramach operacji Bernhard, uważane są za najdoskonalsze podróbki w dziejach. Odróżnienie ich od oryginalnych banknotów, wypuszczanych przez Bank Anglii, okazało się niemal niemożliwe.
Wstępny plan wprowadzenia banknotów w obieg, zakładający zrzucenie paczek z walutą z samolotów nad terytorium Wielkiej Brytanii, nie został zrealizowany. Chociaż przypuszczano, że ludzie którzy wejdą w posiadanie sfałszowanych pieniędzy zatrzymają je dla siebie i spożytkują na własne wydatki – to jednak zabrakło samolotów, które mogłyby przetransportować podróbki. Poza tym, do tamtej pory przeprowadzenie operacji leżało w gestii wywiadu zagranicznego SS. Pod koniec roku 1943 miesięczna produkcja banknotów wynosiła w przybliżeniu milion sztuk. Znaczne ich kwoty przelano z kwatery głównej SS do dawnego hotelu w pobliżu Merano, w Trydencie-Górnej Adydze, we włoskim Tyrolu Południowym. We Włoszech „prano” pieniądze, płacąc nimi za importowane towary oraz wynagradzając nimi niemieckich agentów. Niegdyś rozpowszechniono pogłoski, że sfałszowane pieniądze posłużyły do sfinansowania operacji uwolnienia z więzienia byłego włoskiego dyktatora, Benito Mussoliniego w roku 1943. Nie istnieją jednak żadne dowody potwierdzające te pogłoski.
Bank Anglii po raz pierwszy został poinformowany przez szpiega o spisku już w roku 1939. Urzędnicy bankowi po raz pierwszy wykryli sfałszowaną walutę dopiero w roku 1943 i określili ją „największym zagrożeniem w dziejach”. W pierwszej kolejności obecność podróbek odnotowano w angielskim banku w Tangerze (obecnie Maroko). Aż do lat 40. XX wieku emisję każdego banknotu przez Bank Anglii zapisywano w rejestrach, oprawionych w skórzane okładki, które przechowywano w archiwach bankowych. Urzędnicy w Tangerze zauważyli, że banknoty z serii która miała zostać wydrukowana, znajdowały się już w obiegu. Zespół fałszerzy zainteresował się wówczas produkcją amerykańskich dolarów. 22 lutego 1945 r. wyemitował próbne, jednostronne banknoty o nominale 100 dolarów. Seryjna produkcja miała ruszyć kolejnego dnia, jednak Główny Urząd Bezpieczeństwa Rzeszy (Reichssicherheitshauptamt, RSHA) wydał rozkaz przerwania pracy i demontażu prasy drukarskiej. Po ewakuacji obozu w Sachsenhausen, zespół fałszujący brytyjską walutę zmienił swoją siedzibę na austriacki obóz Redl-Zipf, który był filią obozu w Mauthausen-Gusen. Później, na początku maja 1945 r. wydano rozkaz przeniesienia pracowników „mennicy” do filii w Ebensee, gdzie mieli oni zostać zgładzeni (by nie wpadli w ręce żołnierzy alianckich). Gwardia SS dysponowała tylko jedną ciężarówką do przewozu więźniów, więc zmuszona była przetransportować ich w trzech turach. Samochód zepsuł się podczas przewozu trzeciej grupy członków ekipy fałszerzy. Musieli oni dokończyć pieszo swoją podróż do Ebensee. Na miejsce dotarli 4 maja. Ochroniarze, przypisani do dwóch wcześniejszych grup uciekli, gdy więźniowie w obozie Ebensee zbuntowali się i nie chcieli wejść do tunelu. Przeczuwali, że tunele miały być wysadzone w powietrze. Fałszerze rozproszyli się i wymieszali z rzeszami zwyczajnych więźniów obozu koncentracyjnego. Opóźniony przyjazd trzeciej grupy więźniów ocalił życie wszystkich fałszerzy: jako że według rozkazu mieli zginąć razem, nie zginął nikt. Obóz w Ebensee został wyzwolony przez żołnierzy amerykańskich 6 maja 1945 r. Jeden z fałszerzy, słowacki drukarz pochodzenia żydowskiego, Adolf Burger, wydał później swoje wspomnienia (opublikowane w kilku językach słowiańskich, a także w języku perskim), które przyczyniły się do rozpowszechnienia informacji nt. operacji Bernhard.

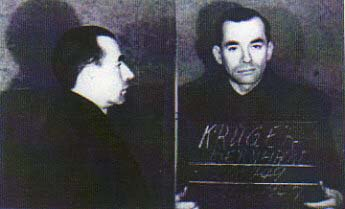
Bernhard Krüger

Po wojnie Brytyjczycy przetrzymywali majora Krügera w odosobnieniu przez dwa lata, po czym na rok przekazali go Francuzom. Krüger zeznał, że proszono go o sfałszowanie dokumentów. Dodał, że nie przyjął propozycji. Zwrócono mu wolność w roku 1948, bez wniesienia przeciw niemu oskarżenia. W latach 50. XX wieku stanął on przed sądem denazyfikacyjnym. W jego obronie wystąpili więźniowie-fałszerze, którzy wcześniej przetrwali obóz dzięki pracy w jego ekipie. Po zakończeniu procesu Krüger pracował w firmie, która w latach 40. produkowała papier do produkcji fałszywej waluty. Zmarł w roku 1989.
Podobno większość podrobionych pieniędzy wrzucono do jeziora Toplitzsee w pobliżu Ebensee. Zostały one wydobyte z dna akwenu przez zespół nurków w roku 1959. Jednak wiele egzemplarzy jeszcze przez wiele lat funkcjonowało w obiegu w Wielkiej Brytanii. Z tego powodu Bank Anglii postanowił wycofać z obiegu wszystkie banknoty o nominale większym niż 5 funtów. Emisję zakazanych nominałów wznawiano potem stopniowo: w latach 60. przywrócono banknoty 10-funtowe, w latach 70. – 20-funtowe, a w latach 80. – 50-funtowe.
Niemiecki szpieg albańskiego pochodzenia, Elyas Bazna (kryptonim „Cycero”) otrzymywał zapłatę za usługi dla III Rzeszy właśnie w sfałszowanej walucie. Po wojnie domagał się w sądzie wypłaty przez rząd niemiecki zaległych pensji.

## Nawiązania w sztuce i kulturze
Temat operacji Bernhard został poruszony również w powieściach Fredericka Forsytha pt. Akta Odessy (1972) oraz Leona Urisa Exodus (1958). Klucz do Rebeki, powieść sensacyjno-szpiegowska brytyjskiego pisarza Kena Folletta z 1980 r., zawiera wątek dostarczenia szpiegowi sfałszowanych banknotów brytyjskich, co ostatecznie doprowadza do jego dekonspiracji.
Sfabularyzowana wersja historii operacji Bernhard stanowiła główny wątek komediowego serialu pt. Private Schulz, wyprodukowanego w roku 1980 przez stację BBC. Wystąpili w nim m.in. Michael Elphick i Ian Richardson.
Austriacki film pt. Fałszerze opowiada historię Salomona Sorowitscha, swobodnie opartą na życiu fałszerzy:
Salomona Smolianoffa oraz Adolfa Burgera (którego wspomnienia zaadaptowano na potrzeby filmu).